# 제15회 브릭스 정상회의
제15회 브릭스 정상회의(15th BRICS summit) 또는 2023년 브릭스 정상회의는 15번째 연례 브릭스 정상회의로, 브라질, 러시아, 인도, 중국, 남아프리카공화국 등 5개 회원국의 국가 원수 또는 정부 수반이 참석하는 국제 관계 컨퍼런스이다. 남아프리카 공화국 대통령 시릴 라마포사도 67개국의 지도자들을 정상회의에 초대했다.

## 정상회의 행사

### 브릭스 확대
여러 국가가 브릭스 그룹에 가입하는 데 관심을 표명했다. 정상회의에서 남아프리카 공화국 대통령 시릴 라마포사는 아르헨티나, 이집트, 에티오피아, 이란, 사우디 아라비아, 아랍에미리트가 블록에 가입하도록 초대되었다고 발표했다. 정회원 자격은 2024년 1월 1일에 발효되었다.